# Dmitrij Loskov
Dmitrij Vjatjeslavovitj Loskov (ryska: Дмитрий Вячеславович Лосков), född 12 februari 1974 i Moskva, är en rysk före detta fotbollsspelare.
Han spelade under tio säsonger (1997-2007) för FK Lokomotiv Moskva där han blev rysk mästare med klubben 2002 samt 2004. Han har även vunnit skytteligan i ryska Premier League två gånger, 2000 samt 2003. Loskov har dessutom blivit utnämnd till ligans bästa spelare 2002 och 2003. Han spelade 25 A-landskamper för Ryssland och deltog i EM 2004 i Portugal.